# Ole Johan Samsøe

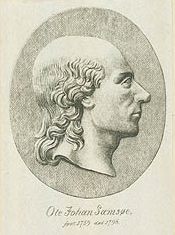
Ole Johan Samsøe

Ole Johan Samsøe (* 21. März 1759 in Næstved, Seeland; † 24. Januar 1796 in Kopenhagen) war ein dänischer Dichter.

## Leben und Werk
Samsøe schrieb seine erste Erzählung Frithiof mit Benutzung der isländischen Sage für eine Gesellschaft gleichartiger Jünglinge, zu denen auch Knud Lyne Rahbek gehörte. 1782–84 unternahm Samsøe, meist in Rahbeks Gesellschaft, eine Reise ins Ausland und war nach seiner Rückkehr eine Zeit lang als Pagenlehrer tätig. Isländische Quellen liegen auch seiner Erzählung Hildur zugrunde.
Die beiden erwähnten nordischen Erzählungen von Samsøe, Frithiof und Hildur, sowie sein der gleichen Richtung angehöriges Werk Halfdans Sønner, die weniger im nordischen Geist als im sentimental-moralischen Genre der Zeit geschrieben waren, hatten bei ihrem Erscheinen Erfolg, sind aber heutzutage schwer lesbar. 
Von bleibendem Wert ist dagegen Samsøes als letztes erschienenes Hauptwerk, das Trauerspiel Dyveke (1795; auch ins Deutsche übersetzt, Altona 1798, Kopenhagen 1810), auch wenn es stark im Zeitgeist geschrieben ist. Der Autor trug sich mit vielen Plänen zu anderen Tragödien, als er Anfang 1796 plötzlich im Alter von nur 36 Jahren starb. Seine Digteriske Skrifter (1796; 3. Aufl. 2 Bde., 1805) hat sein Freund Rahbek mit einer kurzen Biographie herausgegeben.